# Djamel Belmadi
Pour les articles homonymes, voir Belmadi.
Djamel Belmadi (en arabe : جمال بلماضي, en berbère : ⴵⴰⵎⴰⵍ ⴱⵍⵎⴰⴹⵉ), né le 25 mars 1976 à Champigny-sur-Marne, est un footballeur international algérien, reconverti par la suite entraîneur.
Passé en jeune cadet au PA Champigny puis à l'AS Sucy-en-Brie, il est intégré au centre de formation du Paris SG en 1992. Ailier droit, il reste un an dans le club de la capitale avant d'être transféré au FC Martigues en Ligue 2, où il est repositionné en milieu de terrain. À la surprise générale, il rejoint Marseille lors de la saison 1997-1998. Prêté à l'AS Cannes, puis au Celta de Vigo, il jouera avec Marseille de 2000 à 2003, avant d'être de nouveau prêté pour un an à Manchester City. Entre 2003 et 2005, Djamel Belmadi passe deux saisons au Qatar, la première à Al-Gharafa SC et la seconde à Al Kharitiyath SC. En 2005, il retourne en Angleterre, en signant à Southampton, qui se trouve alors en Championship. Il y reste deux saisons avant de finir sa carrière entre 2007 et 2009 à Valenciennes, alors pensionnaire de Ligue 1. Il compte 20 sélections en équipe d'Algérie entre 2000 et 2004, dont il est le capitaine à la CAN 2004 en Tunisie.
En 2010, il est nommé entraîneur du Lekhwiya Sports Club, club avec lequel il sera champion du Qatar par deux fois. En 2013, il entraîne pendant une année l'Équipe du Qatar B avec qui il gagne le Championnat d'Asie de l'Ouest. Il entraîne ensuite l'équipe du Qatar où il gagne la Coupe du Golfe des nations. Il dispute ensuite la Coupe d'Asie des nations 2015 où son équipe est éliminée au premier tour. Début 2015, il revient entrainer le Lekhwiya Sports Club (le club reprenant son nom initial d'Al-Duhail Sports Club en 2017) où il remporte cinq trophées en trois ans et demi (Championnats du Qatar 2017 et 2018, Coupes du Qatar 2016 et 2018 et la Coupe Crown Prince 2018). C'est le premier entraîneur de l’histoire au Qatar à réaliser le triplé (en 2018). Ses résultats en tant qu'entraîneur au Qatar lui vaudront d’être considéré comme l'un des meilleurs entraîneurs de l'histoire du Qatar.
À la suite de son expérience au Qatar, Djamel Belmadi est nommé en août 2018 sélectionneur de l'équipe d'Algérie, laquelle se trouvait en difficulté depuis le départ de Christian Gourcuff deux ans auparavant. Le 19 juillet 2019, moins d'un an après sa prise de fonction, l'Algérie remporte la Coupe d'Afrique des nations, succès relativement inattendu dont Djamel Belmadi est considéré comme l'artisan majeur. Il est limogé le 24 janvier 2024 au lendemain de l'élimination de l'Algérie au premier tour de la CAN 2023, deux ans après une élimination au même stade lors de la CAN 2021.

## Biographie
Djamel Belmadi est né à Champigny-sur-Marne le 25 mars 1976 dans la banlieue parisienne. Il vit et grandit dans le quartier populaire du Bois l'Abbé. Ses parents sont originaires de Aïn Tedles dans la wilaya de Mostaganem, dans l'Oranie. Belmadi possède les deux nationalités : française et algérienne. Il parle couramment français, arabe, anglais et espagnol.

## Carrière de footballeur

### Jeunesse, Paris et Martigues (1986-1997)
Encore enfant, Djamel Belmadi rejoint le club de sa ville natale, le PA Champigny et par la suite l'AS Sucy-en-Brie, deux clubs de la banlieue sud-est de Paris. À seize ans, il intègre le centre de formation du Paris SG. Il y reste trois ans et participe à de nombreux matchs en équipe réserve, notamment avec l'un de ses amis, Nicolas Anelka. À l’été 1995, Belmadi, âgé de 20 ans, et Anelka rejoignent l'équipe première du Paris SG, alors sous les ordres de Luis Fernandez.
Durant la saison 1995-1996, son club gagne la Coupe d'Europe des vainqueurs de coupe sans que Djamel Belmadi n'y prenne part. Cependant, il dispute son premier match professionnel le 10 janvier 1996 à l'occasion d’une rencontre de Division 1 contre le FC Gueugnon. Ce match est le seul qu'il joue de la saison.
En manque de temps de jeu au Paris SG, Belmadi signe la saison suivante au FC Martigues qui évolue en Division 2, durant la saison 1996-1997. Il joue 31 matchs pour 8 buts marqués en championnat. Il marque ainsi son premier but professionnel lors de la victoire 4-0 de son équipe face à Beauvais lors de la huitième journée du championnat.
Son équipe termine troisième ce qui ne lui permet pas de retrouver l'élite quittée la saison précédente.

### Période marseillaise (1997-2003)

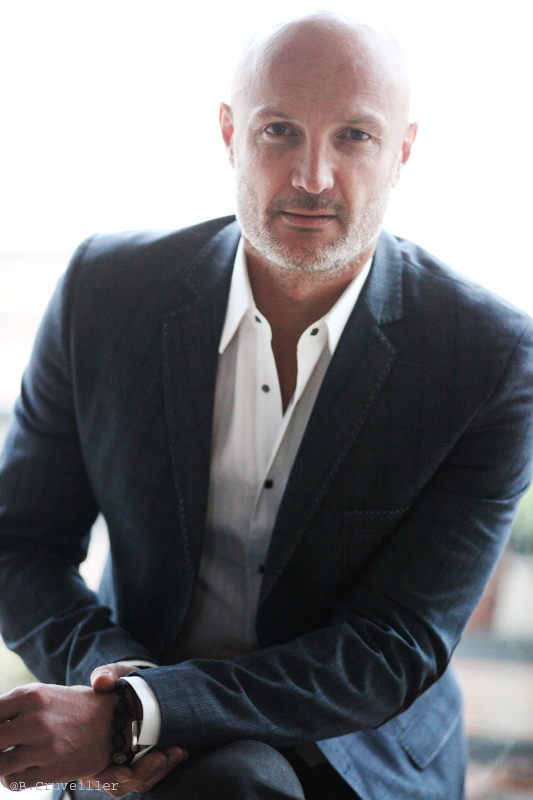
Frank Leboeuf, coéquipier de Belmadi à l'Olympique de Marseille.

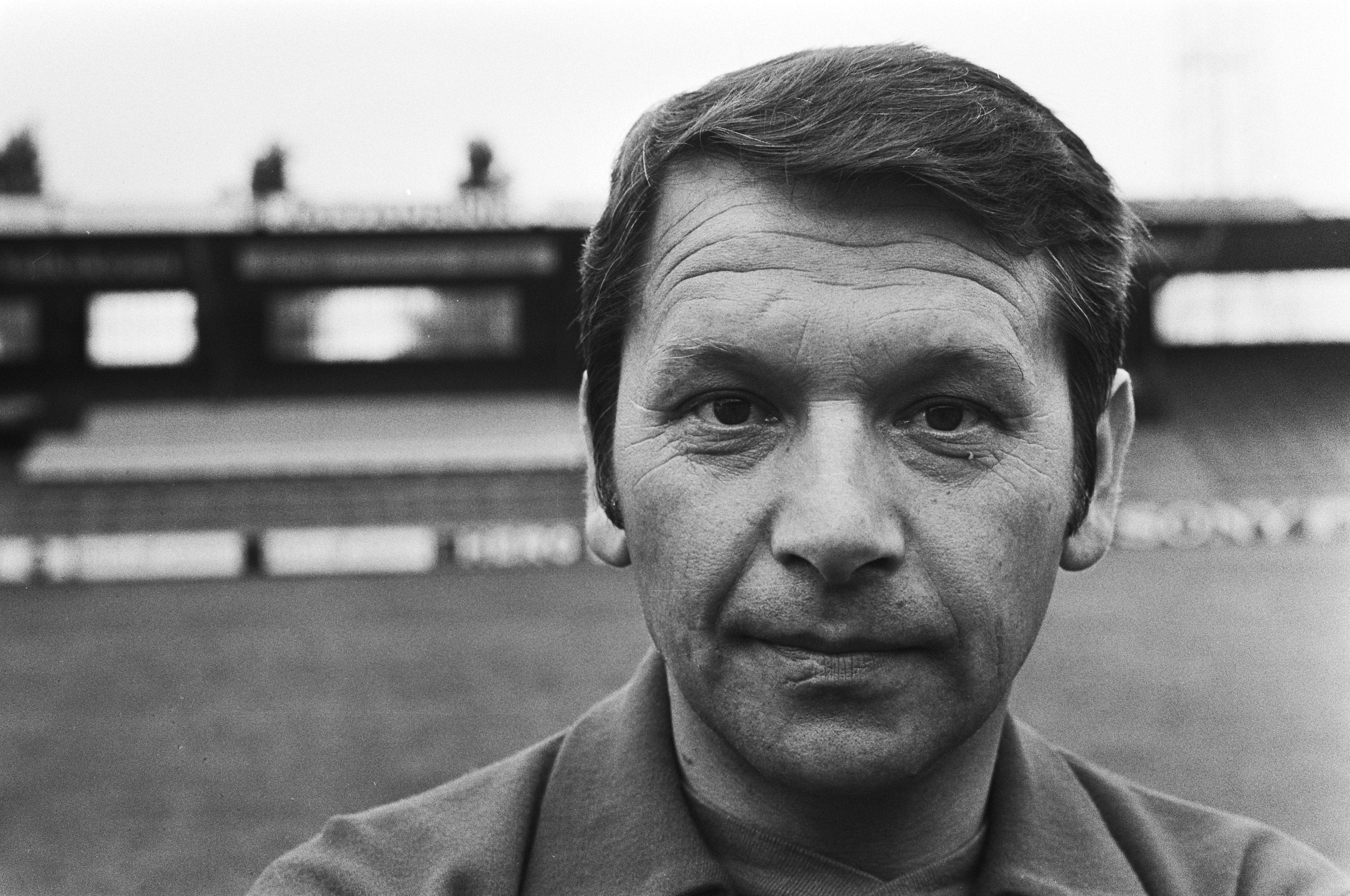
Tomislav Ivić, entraîneur de Belmadi, à l'OM.

À l'été 1997, Djamel Belmadi est contacté par Rolland Courbis, entraîneur de l'Olympique de Marseille, afin qu'il vienne renforcer l'effectif marseillais. Il ne joue qu'un match avec l'équipe première (un match de Coupe de France) lors de cette saison 1997-1998.
En manque de temps de jeu, Belmadi est alors prêté à l'AS Cannes, club pensionnaire de Division 2. Il prend part à 26 matchs tout en marquant 6 buts. Son club termine à la douzième place au classement général de Division 2.
Il dispute 12 matchs pour 1 but marqué lors de la première partie de la saison 1999-2000 de Marseille.
Il termine la saison au Celta Vigo, en Espagne, où il joue dix matchs en Primera División pour sa première expérience professionnelle hors de France.
L’année 2000, avec l'arrivée de l'Espagnol Javier Clemente et par la suite du Croate Tomislav Ivić, marque l'intégration de Djamel Belmadi au sein de l'entrejeu marseillais. Cette fois, Belmadi s’installe dans l'équipe. Il rejoint la sélection algérienne cette même année en compagnie de son compatriote et coéquipier Brahim Hemdani. Il inscrit son premier but avec l'OM au Stade Vélodrome, le 26 août 2000 à la 85e minute du match contre l'En Avant de Guingamp (3-1). Le match suivant, contre l'AS Monaco, il inscrit le deuxième but des siens à la 88e minute. Le 23 septembre 2000, au Stade de l'Abbé-Deschamps à Auxerre, Belmadi inscrira le seul but de la rencontre à la 63e minute. Lors de l'Olympico (match opposant Lyon à Marseille), il marque le seul but du match à la 7e minute. Durant cette saison, il marque également contre le FC Metz, Nantes, Toulouse et Sedan, ce qui fait de lui, le meilleur buteur de l'Olympique de Marseille pour cette saison. Marseille termine à la 15e place de Ligue 1 et évite de peu la relégation en Division 2.
Le 19 mars 2001, Marseille concède un nul vierge contre le RC Strasbourg au Stade Vélodrome. Ce match est marqué par le fait que Belmadi aurait jeté sa chaussure en direction des supporteurs marseillais de la tribune Jean-Bouin en réponse aux insultes virulentes de certains supporteurs contre les joueurs. Il présentera ses excuses par la suite pour son acte comme le rapporte un des journaux français, Le Parisien : 
« Ce qu'on a vu samedi soir, c'est Belmadi et ses faiblesses. J'ai eu un geste malheureux et je le regrette, car personne ne peut se permettre cela. J'ai été malade toute la semaine et je n'étais pas bien, mais rien n'explique ce que j'ai fait, même s'il y a des gens mécontents qui vous insultent. Le mécontentement, c'est une chose, mais la haine, c'est autre chose... »
Il déclare aussi sa loyauté envers les supporteurs marseillais, tout en gardant le fait qu'il soit un joueur libre de ses choix de carrière.
La saison 2001-2002 de l'Olympique de Marseille est une saison de transition marquée par plusieurs changements d'entraîneur (Tomislav Ivić, José Anigo, Marc Lévy et Josip Skoblar, une deuxième fois Ivić puis Albert Emon). Il s'agira globalement d'une période assez trouble pour l'OM qui termine neuvième en championnat. Belmadi ne joue que 11 matchs toutes compétitions confondues.
Djamel Belmadi joue 15 des 17 premiers matchs de championnat de la saison 2002-2003 de Marseille mais il n'en dispute que cinq en tant que titulaire. En accord avec son entraîneur Alain Perrin, il est prêté durant l'hiver à Manchester City, un club de Premier League à l'hiver 2003, pour une durée de six mois avec option d'achat. Kevin Keegan l'entraîneur des Citizens le souhaitait dans son équipe. Il retrouve son ex-coéquipier du PSG, Nicolas Anelka, ainsi que ses confrères de la sélection Algérienne Ali Benarbia et Karim Kerkar.
Il joue son premier match sous les couleurs de City à domicile le 29 janvier 2003 face au FC Fulham. Les Citizens gagnent ce match sur le score de 4-1. Kevin Keegan apprécie le style de jeu de Belmadi, mais le duo Eyal Berkovic-Ali Benarbia le prive de temps de jeu.
Il ne joue que huit matchs de championnat pour City (deux en tant que titulaire).
À la fin de son prêt, Belmadi retourne à Marseille où il est libéré de son contrat en août 2003.
Pendant son passage à Manchester City, il a été victime, avec Daniel Van Buyten et Vicente Matías Vuoso, d’un vol commis par deux employés de banque. Au moment où Belmadi a quitté Manchester City, il a laissé 230 000 £, dans un compte auprès de la Banque coopérative. Au total, les employés de la banque ont volé plus de 350 000 £ sur les comptes des trois joueurs. En janvier 2006, les employés de banque, Paul Sherwood, un caissier, et Paul Hanley, son superviseur, ont été emprisonnés respectivement pendant 32 mois et 12 mois.

### Exil au Qatar (2003-2005)
Belmadi passe les deux saisons suivantes au Qatar. Il évolue tout d'abord à Al-Gharafa SC (saison 2003-2004) entraîné par le Belge Tom Saintfiet puis à Al Kharitiyath SC (saison 2004-2005).

### Retour en Europe à Southampton FC (2005-2007)
Il revient jouer en Europe, en s'engageant dans le club du Southampton FC après des essais infructueux au Celtic Glasgow, Wigan ou Sunderland.
Southampton évolue lors de la saison 2005-2006 en Championship, le deuxième échelon national. Le club est entraîné par Harry Redknapp. Il est remplacé en cours de saison par George Burley. Belmadi joue son premier match le 6 août 2005 contre Wolverhampton (score 0-0) puis inscrit son premier but en Angleterre le 27 août 2005 contre Crewe Alexandra. Il marque à deux autres reprises, le 29 octobre 2005 contre Stoke City et le 17 décembre 2005 contre Norwich City. Belmadi joue cette saison en compagnie de deux jeunes prodiges : Gareth Bale et Theo Walcott. Il est prolongé d'une année supplémentaire par la suite.
Lors de sa deuxième et dernière saison à Southampton, Djamel Belmadi n'est pas épargné par les blessures, notamment une au genou contractée en septembre et qui le met à l’épreuve jusqu'en février. Belmadi joue quelques matchs avec son club en Championship, mais lors de cette saison 2006-2007, il est de moins en moins utilisé devant l'éclosion de Gareth Bale et Theo Walcott. Il marque son seul but de la saison le 19 septembre 2006 en Coupe de la Ligue anglaise contre Millwall. Southampton FC termine sixième du Championship et se qualifie aux play-offs d'accession à la Premier League mais les Saints se font éliminer en demi-finales par Derby County aux tirs au but. Southampton connaît des problèmes économiques qui obligent le club à réduire sa masse salariale. Ainsi, Djamel Belmadi quitte son club et l'Angleterre le 30 juin 2007, à l'issue de son contrat.

### Fin de carrière au Valenciennes FC (2007-2009)

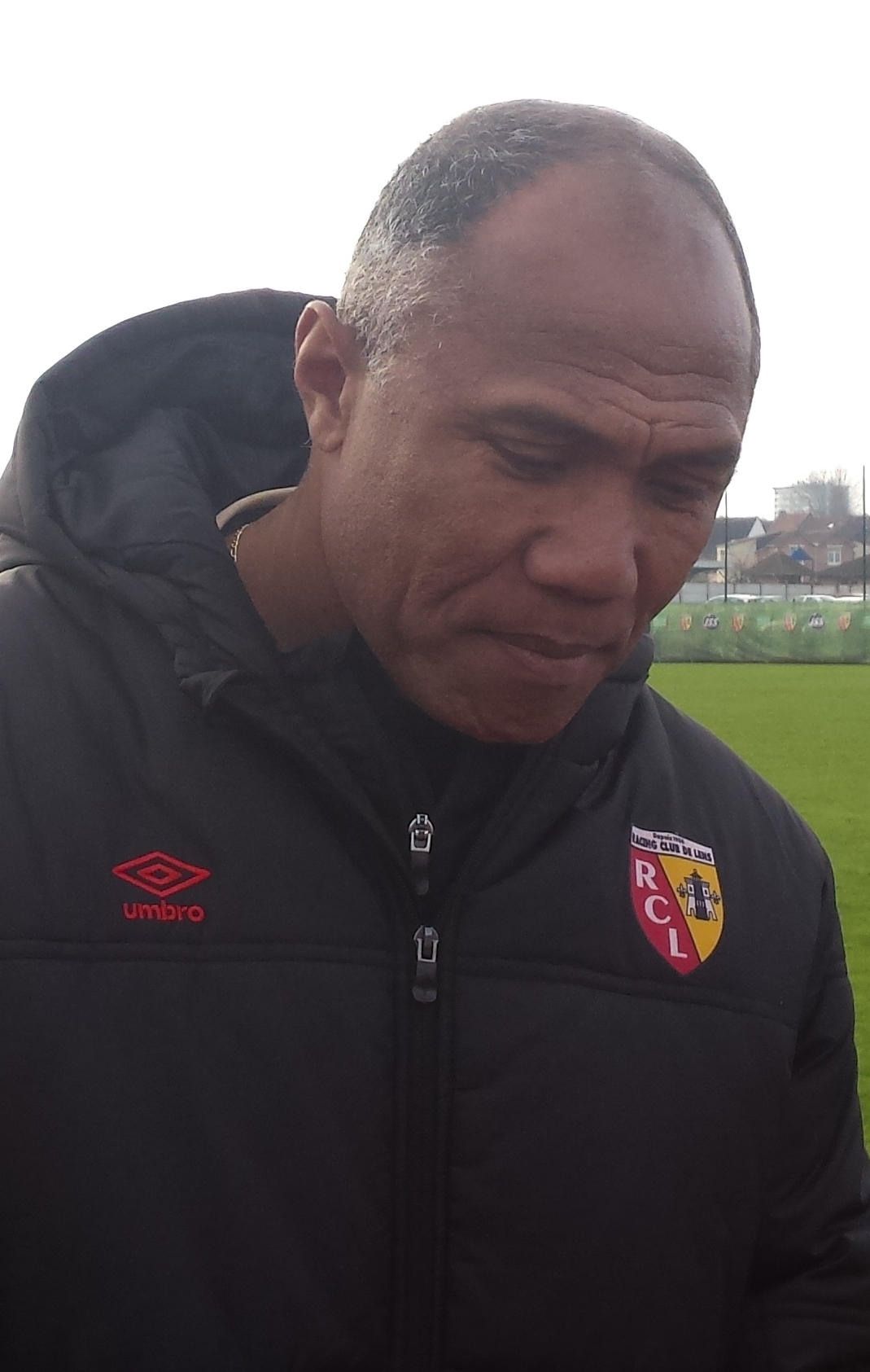
Antoine Kombouaré, dernier entraîneur de Belmadi.

Il revient en France où il s'engage au Valenciennes Football Club, club pensionnaire de Ligue 1, pour une durée de deux ans. Antoine Kombouaré est de nouveau son entraîneur (il l'a été précédemment, au centre de formation du PSG). Il retrouve aussi son compatriote Yacine Bezzaz et l’international guadeloupéen David Sommeil, avec qui il a joué à Manchester City.
Il joue son premier match le 11 août 2007, contre l'AS Saint-Étienne au Stade Geoffroy-Guichard en remplaçant Bezzaz à la 58e minute (défaite 1-3). Il effectue une passe décisive le 12 janvier 2008 à Grégory Pujol à la 88e minute contre Saint-Étienne. Il marque son premier but en Ligue 1 contre le FC Metz au Stade Saint-Symphorien à la 42e minute. Cette année-là, Valencienne termine 13e du championnat et assure ainsi son maintien. Dans les coupes, le club est éliminé d’entrée en Coupe de France et atteint les quarts de finale en Coupe de la Ligue, contre son ancien club le Paris SG qui gagnera le trophée par la suite.
2008-2009 sera la dernière saison de Belmadi, en tant que footballeur. Après une petite période d’absence, il joue son premier match de la saison contre Grenoble où son équipe gagne 2-0 le 22 novembre 2008. Il est le capitaine de son équipe contre le Football Club Sochaux-Montbéliard. Le 13 décembre 2008, il marque son dernier but en Ligue 1 contre l'AS Monaco (victoire 3-1). Durant cette saison Belmadi et le Valenciennes FC réussissent à se maintenir en Ligue 1. Le club est éliminé d'entrée dans les deux coupes nationales. C'est le 31 janvier 2009, contre l'OGC Nice (victoire de Valenciennes FC 1-0), que le natif de Champigny-sur-Marne joue son dernier match en tant que footballeur professionnel.

### Sélection en équipe nationale d'Algérie: 2000-2004

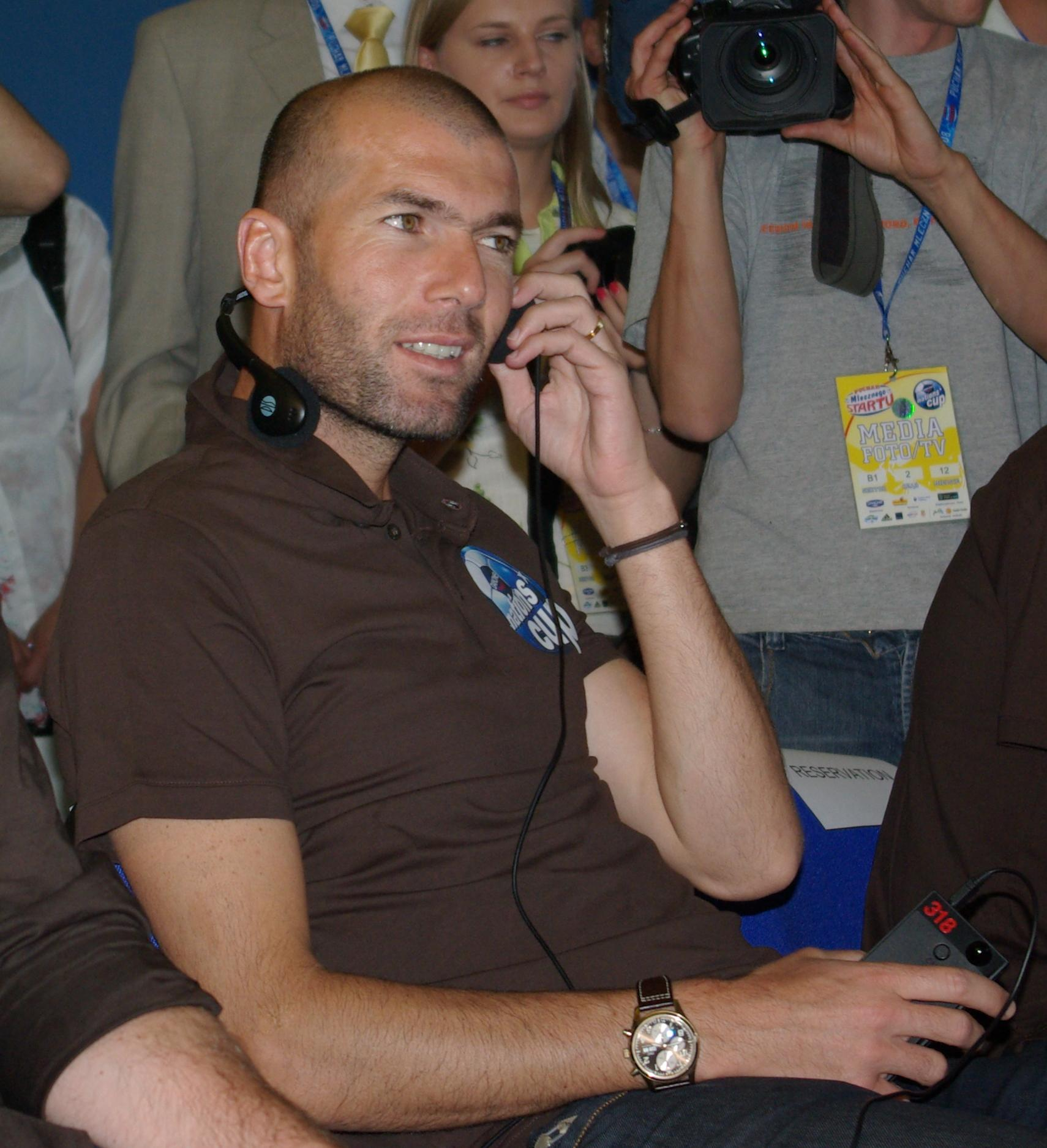
Zidane a joué contre Belmadi en 2001.

Djamel Belmadi rejoint l'Équipe d'Algérie de football en juillet 2000. Il effectue sa première sélection contre le Maroc. Abdel Djaadaoui alors sélectionneur de l'Algérie, le convoque le 26 janvier 2001, contre la Namibie, au stade du 5-Juillet-1962, pour le tour final des qualifications de la coupe du monde. Belmadi inscrit le seul but de la rencontre à la 34e minute, ce qui laisse un espoir de qualification à la Coupe du monde 2002. Mais l'Algérie, perd les trois matchs suivants (Belmadi joue les trois matchs) ce qui met fin ainsi à tout espoir de qualification à la Coupe du monde.
Belmadi est assez connu pour son match contre la France, à Paris au Stade de France. Il inscrit le seul but algérien sur un coup franc que Fabien Barthez ne peut arrêter. L'Algérie perd 4-1. Le match est interrompu par l'arbitre à la 74e minute à la suite de l'intrusion de supporteurs sur le terrain. La fin du match n'a pas été jouée.
Le 11 octobre 2002, au Stade du 19-Mai-1956, à Annaba, Belmadi inscrit pour la première fois de sa carrière un doublé contre le Tchad (victoire 4-1) en éliminatoires de la Coupe d'Afrique 2004. Le 12 février 2003, toujours au Stade du 19-Mai-1956, il marque un but contre la Belgique, à la 89e minute mais son équipe est défaite sur le score de 1-3.
La Coupe d'Afrique 2004, est la première et dernière compétition internationale que Belmadi joue avec l’Algérie, il joue le premier match contre le Cameroun (match nul 1-1 avec une passe décisive de Belmadi pour Brahim Zafour. Le match suivant se joue contre l'Égypte (victoire 2-1), Djamel Belmadi réalise une autre passe décisive, cette fois-ci pour Maamar Mamouni qui inscrit le 1er but algérien. Malgré une défaite pour terminer la phase de poule, la sélection de Rabah Saâdane se qualifie en quart de finale. Ce match est perdu 1-3 contre le Maroc après prolongation. Le 20 juin 2004, Belmadi joue son dernier match sous la direction du sélectionneur Robert Waseige contre le Zimbabwe (match nul 1-1). Belmadi a donc joué vingt matchs pour cinq buts inscrits en sélection.
| 0   | Date            | Lieu               | Compétition                                                      | Résultat | Adversaire   | Buts |
| --- | --------------- | ------------------ | ---------------------------------------------------------------- | -------- | ------------ | ---- |
| 1er | 9 juillet 2000  | Marrakech, Maroc   | Tours préliminaires à la Coupe du monde de football 2002         | D 2-1    | Maroc        |      |
| 2e  | 7 octobre 2000  | Luanda, Angola     | Qualifications à la Coupe d'Afrique des nations de football 2002 | N 2-2    | Angola       |      |
| 3e  | 26 janvier 2001 | Alger, Algérie     | Tours préliminaires à la Coupe du monde de football 2002         | V 1-0    | Namibie      | 1    |
| 4e  | 11 mars 2001    | Le Caire, Égypte   | Tours préliminaires à la Coupe du monde de football 2002         | D 5-2    | Égypte       |      |
| 5e  | 25 mars 2001    | Bujumbura, Burundi | Qualifications à la Coupe d'Afrique des nations de football 2002 | V 0-1    | Burundi      |      |
| 6e  | 21 avril 2001   | Dakar, Sénégal     | Tours préliminaires à la Coupe du monde de football 2002         | D 3-0    | Sénégal      |      |
| 7e  | 4 mai 2001      | Alger, Algérie     | Tours préliminaires à la Coupe du monde de football 2002         | D 1-2    | Maroc        |      |
| 8e  | 6 octobre 2001  | Paris, France      | Match amical                                                     | D 4-1    | France       | 1    |
| 9e  | 11 octobre 2002 | Annaba, Algérie    | Qualifications à la Coupe d'Afrique des nations de football 2004 | V 4-1    | Tchad        | 2    |
| 10e | 12 février 2003 | Annaba, Algérie    | Match amical                                                     | D 1-3    | Belgique     | 1    |
| 11e | 29 mai 2003     | Avion, France      | Match amical                                                     | D 0-1    | Burkina Faso |      |
| 12e | 20 juin 2003    | Blida, Algérie     | Qualifications à la Coupe d'Afrique des nations de football 2004 | V 1-0    | Namibie      |      |
| 13e | 15 janvier 2004 | Alger, Algérie     | Match amical                                                     | D 0-2    | Mali         |      |
| 14e | 25 janvier 2004 | Sousse, Tunisie    | Coupe d'Afrique des nations de football 2004                     | N 1-1    | Cameroun     |      |
| 15e | 29 janvier 2004 | Sousse, Tunisie    | Coupe d'Afrique des nations de football 2004                     | V 2-1    | Égypte       |      |
| 16e | 3 février 2004  | Sousse, Tunisie    | Coupe d'Afrique des nations de football 2004                     | D 1-2    | Zimbabwe     |      |
| 17e | 8 avril 2004    | Sfax, Tunisie      | Coupe d'Afrique des nations de football 2004                     | D 3-1    | Maroc        |      |
| 18e | 30 mai 2004     | Annaba, Algérie    | Match amical                                                     | N 1-1    | Jordanie     |      |
| 19e | 5 juin 2004     | Annaba, Algérie    | Phase qualificative de la Coupe du monde de football 2006        | N 0-0    | Angola       |      |
| 20e | 20 juin 2004    | Harare, Zimbabwé   | Phase qualificative de la Coupe du monde de football 2006        | N 1-1    | Zimbabwe     |      |

## Carrière d’entraîneur

### Lekhwiya (2010-2012)

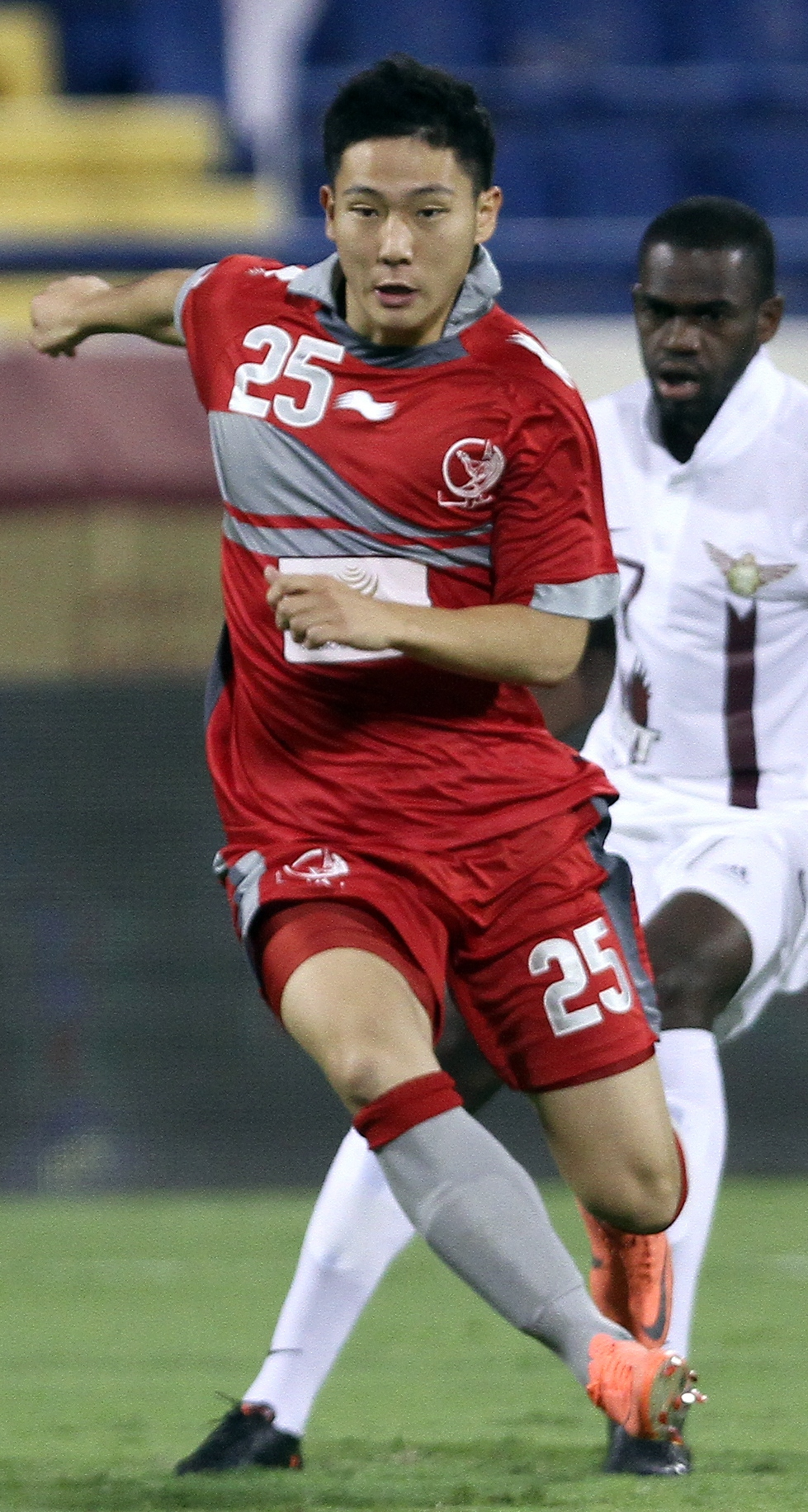
Nam Tae-Hee, coéquipier Belmadi.

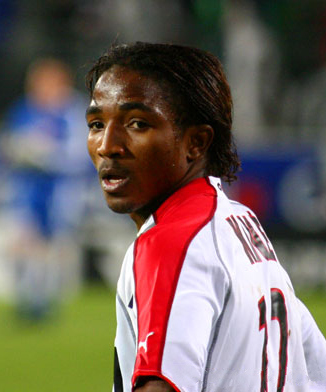
Bakari Koné, joueur emblématique de Al-Duhail sous Belmadi, saison 2010-2012.

Djamel Belmadi signe durant l’été 2010 au Lekhwiya Sports Club. Le club vient d'être sacré champion de Division 2 du Qatar. Il remplace ainsi Abdullah Mubarak. Belmadi vient au club pour un projet de jeu concernant le long terme, basé sur la possession de la balle et les contre-attaques. Il prend ses fonctions d'entraîneur pour les deux années suivantes.
À son arrivée, Djamel Belmadi souhaite recruter des joueurs expérimentés et ayant sa philosophie du jeu (c'est-à-dire la possession), comme l'international coréen Nam Tae-hee. Il est recruté à la fin de l'année 2011, mais avant cela l'international ivoirien Bakari Koné rejoint dès l’année 2010 Belmadi, durant sa première saison. Belmadi réussit l'exploit d’être Champion du Qatar avec un total de 48 points, contre 43 pour le second Al-Gharafa SC (champion en titre). Ainsi Al-Duhail, participe pour la première fois de son histoire sous l’ère Belmadi, à la Ligue des champions de l'AFC durant la saison 2012. Lekhwiya ne participe pas à la Coupe du Qatar puisque le club est promu. Cependant, Lekhwiya perd en finale de la Coupe Sheikh Jassem, contre Al-Arabi sur le score de 0-1.
Pour sa deuxième saison, petit à petit, Al-Duhail arrive à traduire le jeu souhaité par Belmadi. Ainsi, Lekhwiya gagne de nouveau le Championnat. Cependant pour sa première participation en Ligue des champions de l'AFC durant la saison 2012, Al-Duhail termine dernier de son groupe avec un total de 6 points.
Durant cette saison Al-Duhail perd trois fois en demi-finale des coupes nationales (contre Al-Gharafa aux tirs au but en Coupe du Qatar, contre Al-Arabi en Coupe Crown Prince et contre Umm Salal en Coupe Sheikh Jassem).
La saison 2012-2013 débute mal avec une victoire et deux défaites en trois matchs. Il est alors licencié le 8 octobre 2012 et remplacé par Eric Gerets.

### Sélectionneur de l'équipe réserve puis de l'équipe première du Qatar
La Fédération du Qatar officialise son arrivée en décembre 2013 à la tête de l’équipe B du Qatar, pour disputer le Championnat d'Asie de l'Ouest. Le 25 décembre 2013, Djamel Belmadi dispute son premier match en tant que sélectionneur contre la Palestine (victoire 1-0). Une autre victoire suit le 31 décembre contre l'Arabie saoudite sur le score de 4-1.
Le Qatar termine donc premier de sa poule et se qualifie pour les demi-finales. Le Qatar bat en demi-finale 3-0 après prolongation l’équipe du Koweït puis la Jordanie sur le score de 2-0. Il s’agit du premier trophée de Djamel Belmadi sur la scène internationale. Par la suite, la QFA, satisfaite du résultat et du projet de jeu de Djamel Belmadi, décide de le nommer sélectionneur de l'équipe A, son prédécesseur Fahad Thani remplaçant Belmadi à la tête de l'équipe B.
| 0   | Date             | Lieu                                    | Compétition                                    | Résultat    | Adversaire      |
| --- | ---------------- | --------------------------------------- | ---------------------------------------------- | ----------- | --------------- |
| 1re | 25 décembre 2013 | Al Sadd Stadium, Doha, Qatar            | Championnat d'Asie de l'Ouest de football 2014 | V 1-0       | Palestine       |
| 2e  | 31 décembre 2013 | Al Sadd Stadium, Doha, Qatar            | Championnat d'Asie de l'Ouest de football 2014 | V 1-4       | Arabie saoudite |
| 3e  | 4 janvier 2014   | Stade Abdallah-ben-Khalifa, Doha, Qatar | Championnat d'Asie de l'Ouest de football 2014 | V 0-3 a. p. | Koweït          |
| 4e  | 7 janvier 2014   | Al Sadd Stadium, Doha, Qatar            | Championnat d'Asie de l'Ouest de football 2014 | V 2-0       | Jordanie        |

Le 30 mai 2014, Belmadi joue son premier match avec l’équipe du Qatar, contre la Macédoine. Ce match se termine sur le score de 0-0,.
Son équipe obtient de bons résultats en match amical (1 seule défaite en 8 matchs) avant de participer à la Coupe du Golfe 2014.

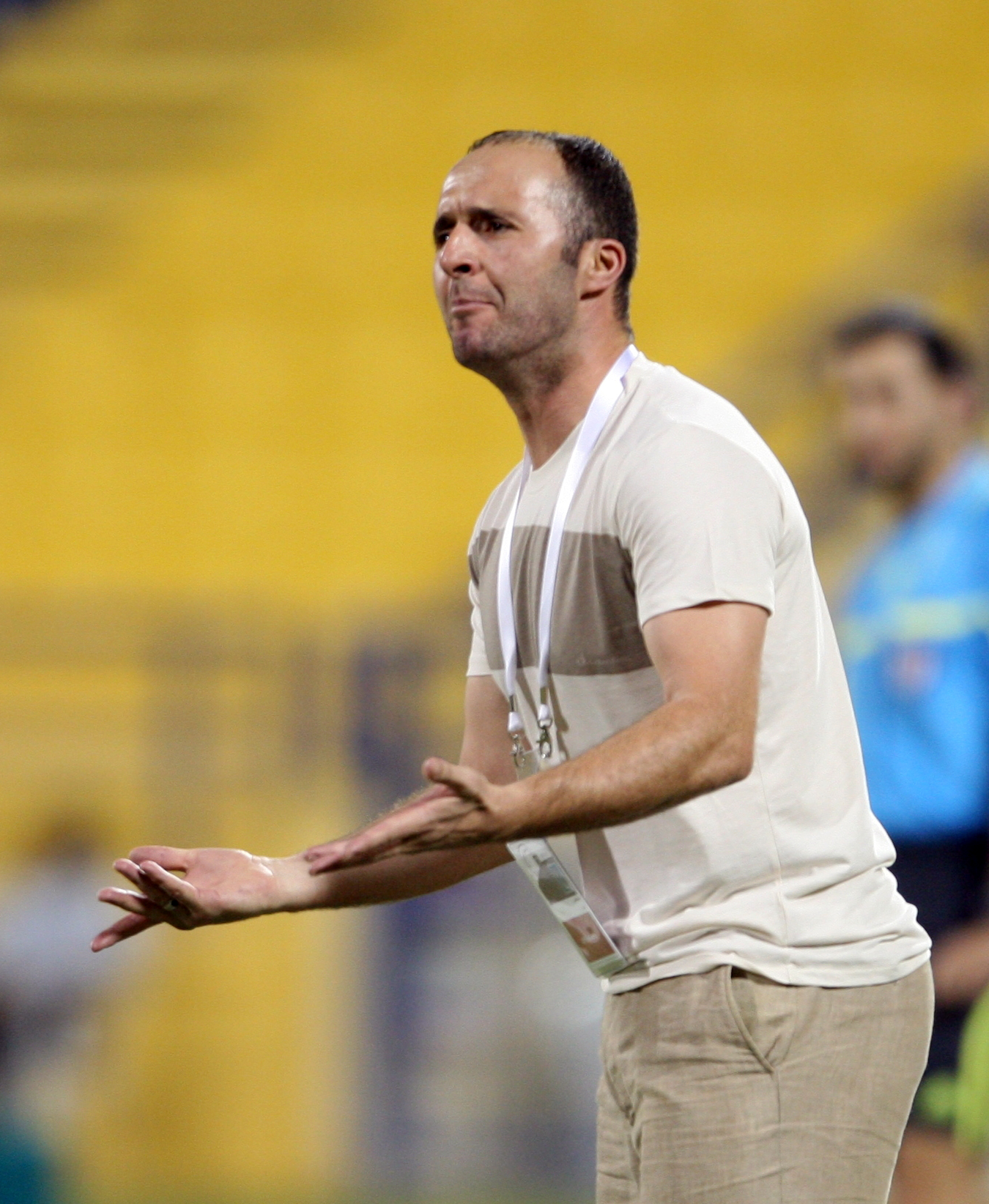
Belmadi donnant des consignes lors d'un match.

En phase de poule, le Qatar fait trois matchs nuls contre l'Arabie saoudite (1-1), avec un but côté Qatari, du joueur d'Al Sadd, Ibrahim Majid, contre le Yémen (0-0) et contre le Bahreïn (0-0)
L'Arabie saoudite ayant battue ses deux autres adversaires, le Qatar se qualifie pour les demi-finales de l'épreuve. Le 23 novembre 2014, le Qatar, bat l'équipe du Oman de Paul Le Guen sur le score de 3-1 en demi-finale avant de rejouer l'Arabie Saoudite en finale. Cette fois-ci, le Qatar s'impose 2-1 après avoir été mené au score comme en demi-finale. Il s'agit de la troisième coupe du Golfe remportée par le Qatar, la première depuis 2004.
Grâce à ces bonnes prestations, le Qatar est très attendu lors de la Coupe d'Asie 2015. Le Qatar est dans le groupe C, en compagnie de l'Iran, première sélection d'Asie selon le Classement FIFA, des Émirats arabes unis et du Bahreïn.
Cette compétition va s'achever par trois défaites en trois matchs et une élimination en phase de poules (Émirats arabes unis 1-4, Iran 0-1 et Bahreïn 1-2)
Belmadi dirige encore deux matchs avec le Qatar. Il s'agit de deux matchs amicaux contre l'Algérie et la Slovénie, tous deux conclus sur une victoire 1-0.
La Fédération du Qatar trouve un accord pour résilier son contrat, le 29 avril 2015.
| 0   | Date             | Lieu                                                    | Compétition                                 | Résultat | Adversaire          |
| --- | ---------------- | ------------------------------------------------------- | ------------------------------------------- | -------- | ------------------- |
| 1re | 30 mai 2014      | Al Sadd Stadium, Doha, Qatar                            | Match amical                                | N 0-0    | Macédoine du Nord   |
| 2e  | 14 juillet 2014  | Al-Wakrah Stadium, Al Wakrah, Qatar                     | Match amical                                | N 0-0    | Indonésie           |
| 3e  | 3 septembre 2014 | Stade Mohammed-V, Casablanca, Maroc                     | Match amical                                | N 0-0    | Maroc               |
| 4e  | 9 septembre 2014 | Al Sadd Stadium, Doha, Qatar                            | Match amical                                | D 0-2    | Pérou               |
| 5e  | 6 octobre 2014   | Al Sadd Stadium, Doha, Qatar                            | Match amical                                | V 3-0    | Ouzbékistan         |
| 6e  | 9 octobre 2014   | Al Sadd Stadium, Doha, Qatar                            | Match amical                                | V 5-0    | Liban               |
| 7e  | 14 octobre 2014  | Stade Abdallah-ben-Khalifa, Doha, Qatar                 | Match amical                                | V 1-0    | Australie           |
| 8e  | 6 novembre 2014  | Al Sadd Stadium, Doha, Qatar                            | Match amical                                | V 1-0    | Corée du Nord       |
| 9e  | 13 novembre 2014 | Stade international du Roi-Fahd, Riyad, Arabie saoudite | Coupe du Golfe des nations de football 2014 | N 1-1    | Arabie saoudite     |
| 10e | 16 novembre 2014 | Stade international du Roi-Fahd, Riyad, Arabie saoudite | Coupe du Golfe des nations de football 2014 | N 0-0    | Yémen               |
| 11e | 19 novembre 2014 | Stade du Prince Faisal bin Fahd, Riyad, Arabie saoudite | Coupe du Golfe des nations de football 2014 | N 0-0    | Bahreïn             |
| 12e | 23 novembre 2014 | Stade international du Roi-Fahd, Doha, Qatar            | Coupe du Golfe des nations de football 2014 | V 1-3    | Oman                |
| 13e | 26 novembre 2014 | Stade international du Roi-Fahd, Doha, Qatar            | Coupe du Golfe des nations de football 2014 | V 1-2    | Arabie saoudite     |
| 14e | 27 décembre 2014 | Al Sadd Stadium, Doha, Qatar                            | Match amical                                | V 3-0    | Estonie             |
| 15e | 31 décembre 2014 | Stade Abdallah-ben-Khalifa, Doha, Qatar                 | Match amical                                | N 2-2    | Oman                |
| 16e | 11 janvier 2015  | Canberra Stadium, Canberra, Australie                   | Coupe d'Asie des nations de football 2015   | D 4-1    | Émirats arabes unis |
| 17e | 15 janvier 2015  | Canberra Stadium, Canberra, Australie                   | Coupe d'Asie des nations de football 2015   | D 0-1    | Iran                |
| 18e | 19 janvier 2015  | Stadium Australia, Sydney, Australie                    | Coupe d'Asie des nations de football 2015   | D 1-2    | Bahreïn             |
| 19e | 26 mars 2015     | Stade Abdallah-ben-Khalifa, Doha, Qatar                 | Match amical                                | V 1-0    | Algérie             |
| 20e | 30 mars 2015     | Stade Abdallah-ben-Khalifa, Doha, Qatar                 | Match amical                                | V 1-0    | Slovénie            |

### Retour à Lekhwiya/Al-Duhail (2015-2018)

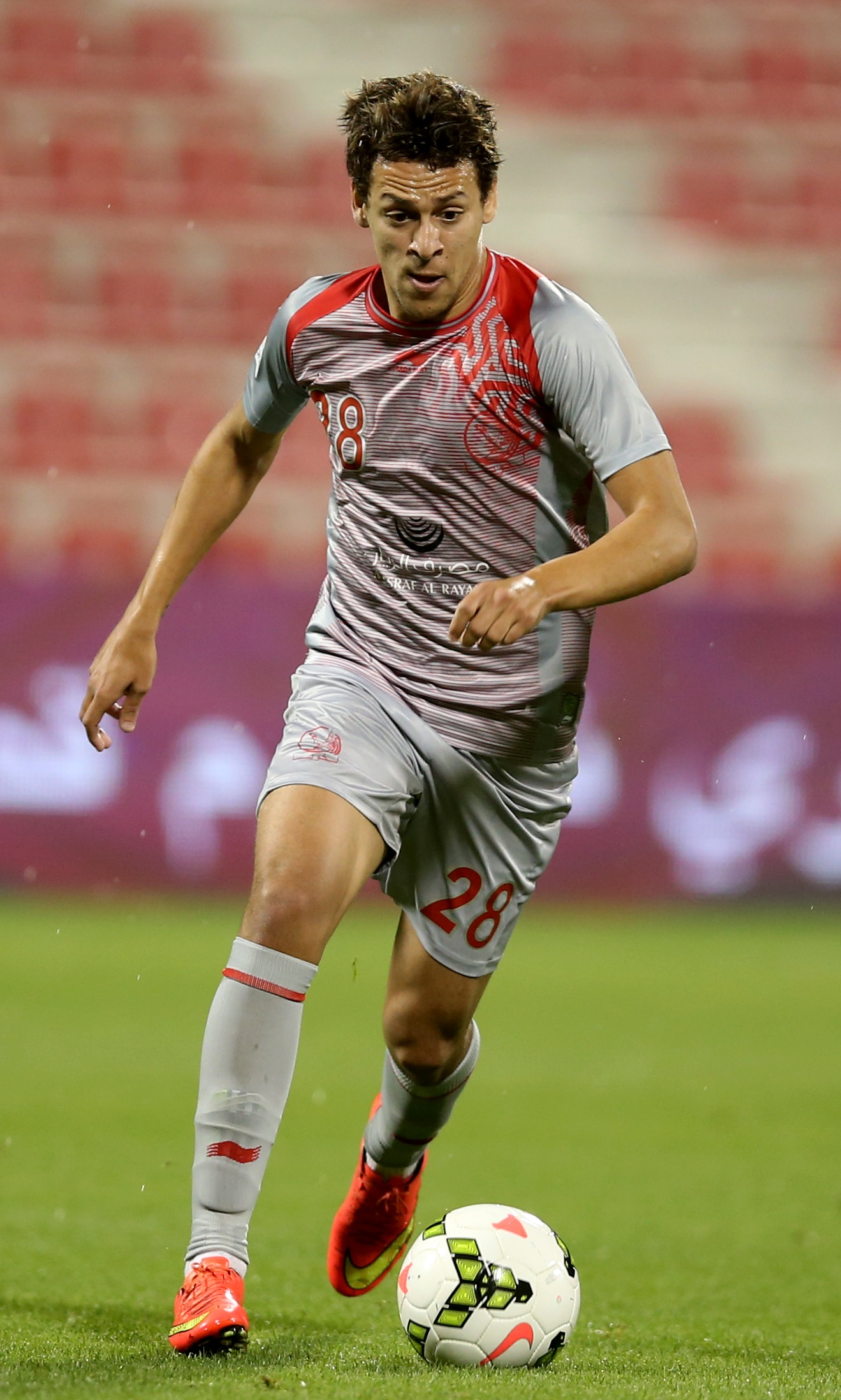
Youssef Msakni, joueur de Al-Duhail sous Belmadi.

Le 19 juin 2015, marque le retour de Belmadi à Lekhwiya. Il remplace l'ancien international danois, devenu entraîneur, Michael Laudrup.
Durant cette saison de transition pour Lekhwiya, sur le plan national (quatrième en championnat), le club est finaliste de la Coupe Crown Prince mais perd contre El Jaish SC sur le score de 1-2. Le club gagne cette année-là la Coupe Sheikh Jassem, face à Al Sadd SC sur le score 4 à 2 puis la Coupe du Qatar sur le même score et face au même adversaire mais après prolongation. Cette dernière victoire lui permet de se qualifier à la Ligue des champions de l'AFC.
Pour la saison 2016-2017, Lekhwiya participe donc à la Ligue des champions. Lekwiya termine premier du groupe devant l'Esteghlal Khuzestan, Al-Fateh et Al-Jazira Club
Cependant, le club est éliminé par le club iranien du Persépolis Téhéran dès les huitièmes de finale. Le club conserve la Coupe Sheikh Jassem face à Al Rayyan SC sur un score de 2-0 puis remporte le championnat avec une seule défaite.
2017-2018 sera la dernière saison de Djamel Belmadi. Au sein de son club qui a changé de nom pour devenir Al-Duhail, il réalise un carton plein en phase de poules de la Ligue des champions AFC en gagnant tous ses matchs dans son groupe composé de Zob Ahan FC, Lokomotiv Tachkent et Al-Wahda. Al-Duhail passe cette fois-ci les huitièmes de finale en sortant Al Ain FC (victoires 4-2 et 4-1). Son équipe sera éliminée par Persepolis le tour suivant après son départ. Il est de nouveau champion du Qatar (son équipe finit la saison invaincue). Il remporte deux coupes nationales (la Coupe du Qatar et la Coupe Crown Prince).
Au cours de ces trois années passées à Al-Duhail, Belmadi remporte 7 trophées sur 12 possibles et arrive 4 fois finaliste des coupes nationales. Après une longue discussion avec les dirigeants de Al-Duhail, il quitte le club et est remplacé par Nabil Maâloul, l'entraîneur des Aigles de Carthage à la Coupe du monde 2018.

### Sélectionneur de l'équipe d’Algérie (2018-2024)
Après le départ de Rabah Madjer du poste de sélectionneur de l'équipe d'Algérie, Kheïreddine Zetchi, président de la FAF, trouve un accord avec Belmadi pour un contrat de quatre ans, avec pour objectif la qualification à la Coupe du monde 2022. Belmadi vient également avec son staff : Serge Romano comme adjoint, Alexandre Dellal comme préparateur physique et Aziz Bouras comme entraîneur des gardiens.
Le 8 septembre 2018, pour son premier match en tant que sélectionneur, l'Algérie joue contre la Gambie dans le cadre des éliminatoires de la Coupe d'Afrique 2019. Avant le début du match, des incidents éclatent à cause d'un trop grand nombre de supporteurs gambiens au bord de la pelouse. Kheïreddine Zetchi, président de la FAF, veut annuler le match pour cause de non-sécurité, mais la CAF décide de le faire jouer malgré tout. Belmadi et les siens arrachent le nul (1-1).

#### Participation à la coupe d'Afrique des nations 2019 et deuxième consécration africaine
Le 18 novembre 2018, il se qualifie avec les verts en Coupe d'Afrique des nations 2019, en gagnant (4-1) au Togo avec notamment un doublé de Riyad Mahrez. L'Algérie termine finalement première de son groupe de qualification.
Avant le déroulement de la CAN 2019, la FAF annonce que l'objectif affiché pour cette épreuve est la demi-finale, même si Kheïreddine Zetchi précise que peu importe le résultat, Djamel Belmadi ira au bout de son contrat. Djamel Belmadi, à la surprise générale en Algérie, a tout simplement comme objectif d'aller gagner la Coupe d'Afrique en Égypte. En mars 2019, la sélection bat la Tunisie (1-0) en amical. En juin 2019, Belmadi décide ensuite de jouer à huis clos, ne voulant pas montrer son jeu, il décide aussi d'interdire toute diffusion : l’Algérie fait match nul (1-1) face à la sélection du Burundi. Quelques jours après, le 16 juin, il gagne face au Mali, toujours en amical et toujours à huis clos.
En Égypte, à la surprise générale, l'Algérie termine avec brio première de son groupe en battant dans un premier temps le Kenya (2-0), dans un second temps elle bat le Sénégal grande favorite de cette CAN, sur le score de (1-0) ; en gagnant ces deux matchs Belmadi décide de faire un turn over face à la Tanzanie, malgré ce turn over la sélection algérienne s'impose facilement sur le score de (3-0). Le 7 juillet 2019, en match de huitième de finale Belmadi et ses joueurs tombent sur la Guinée et gagnent sur un score confortable de (3-0), c'est à partir des quarts de finale que la fatigue se ressent : ils gagnent sur un match très poussif en allant même jusqu’aux tirs au but face à la Côte d'Ivoire, en demi-finales ils tombent sur le Nigeria, s'imposent difficilement sur le score de (2-1), avec un but de Riyad Mahrez à la dernière minute ; à noter que durant ce match Djamel Belmadi a eu l'audace de ne faire aucun changement (il s'agit certainement d'une première dans l'histoire du foot à ce stade d'une compétition majeure), enfin, le 19 juillet 2019 en Finale de la Coupe d'Afrique des nations de football 2019, Belmadi rencontre de nouveau le Sénégal de Aliou Cissé, s'impose sur le même score de 1-0 et remporte la Coupe d'Afrique des nations, la seconde de l'histoire de l'équipe d'Algérie.
L'équipe d'Algérie débute les qualifications à la Coupe d'Afrique des nations de football 2021 avec une victoire de (5-0) face à la Zambie. Durant ces qualifications l'Algérie gagne 4 matchs et fait 2 matchs nuls ((5-0 et 3-3) face à la Zambie, (0-1 et 5-0) face au Botswana et (3-1 et 2-2) face au Zimbabwe). L'Algérie se qualifie facilement le 16 novembre 2020 à la CAN 2021, avec la meilleure attaque (19 buts).

#### Élimination dès le premier tour des CAN et 2021 et 2023, échec de la qualification à la Coupe du monde 2022 et limogeage

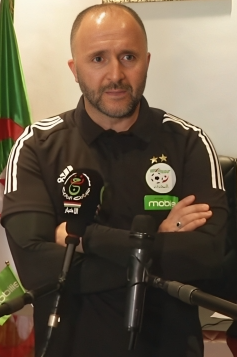
Belmadi en 2021

Les éliminatoires de la Coupe du monde 2022 débutent, l'Algérie se retrouve dans le Groupe A de la zone Afrique. Le premier match est un succès, l'Algérie écrase Djibouti (8-0). Ensuite l'Algérie fait match nul face au Burkina Faso (1-1) à l'extérieur. L'Algérie continue sur sa lancée contre le Niger en double confrontation, victoire (6-1) à l'aller et (4-0) au retour, l'Algérie remporte la tête du groupe et joue le Cameroun dans le barrage (double confrontation).
Au Cameroun, l'équipe d'Algérie est éliminée dès le premier tour de la CAN 2021, après un nul contre la Sierra Leone et deux défaites contre la Guinée équatoriale et la Côte d'Ivoire.
En mars 2022, l'Algérie joue le barrage qualificatif pour la Coupe du monde, elle affronte le Cameroun en aller-retour. Le 25 mars 2022 à Douala, elle gagne sur un score de (1-0). Le 29 mars à Blida, elle s'incline sur un score de (2-1) après les prolongations. L'équipe d'Algérie échoue à se qualifier pour la coupe du monde 2022. Malgré ces deux échecs, Djamel Belmadi reste en poste, et en octobre 2022, Djamel Belmadi est prolongé à la tête de l'équipe d’Algérie jusqu'en 2026, ce qui est confirmé le 6 janvier 2023.
Le 23 janvier 2024, l'Algérie est éliminée du premier tour de la CAN 2023 disputée en Côte d'Ivoire, après avoir subi une défaite d'un but à zéro face à la Mauritanie. Pour la première fois de son histoire, l'Algérie enchaîne deux éliminiations au premier tour d'une Coupe d'Afrique. Belmadi annonce alors sa démission à ses joueurs dans les vestiaires en les saluant un par un.
Il est critiqué pour son attitude et sa communication jugée cassante à l'égard des journalistes lors de ses conférences de presse.
Le 24 janvier, au lendemain de cette élimination, le président de la Fédération algérienne annonce le limogeage, de Djamel Belmadi de son poste de sélectionneur de l'équipe d'Algérie et la rupture à l'amiable de son contrat,,.
Cependant, les deux parties ne tombent pas d'accord sur les indemnités et la FAF confirme le 30 janvier de manière unilatérale le départ de Belmadi.

### Matchs de l'équipe d’Algérie sous l'ère de Belmadi

#### Soutien au Hirak algérien de 2019
Le 8 octobre 2019, il apporte son soutien au Hirak, exprimant son étonnement quant au fait qu'un « peuple comme celui-ci, qui, tous les jours, fait preuve d’une telle discipline, ne soit pas écouté ».

## Statistiques

### Statistiques de joueur

#### Club
| Saison                | Club                   | Championnat           | Championnat | Championnat | Coupe(s) nationale(s) | Coupe(s) nationale(s) | Compétition(s) continentale(s) | Compétition(s) continentale(s) | Compétition(s) continentale(s) | Algérie | Algérie | Total | Total |
| Saison                | Club                   | Division              | M.          | B.          | M.                    | B.                    | Comp.                          | M.                             | B.                             | M.      | B.      | M.    | B.    |
| 1995-1996             | Paris Saint-Germain    | Division 1            | 1           | 0           | 0                     | 0                     | -                              | -                              | -                              | -       | -       | 1     | 0     |
| 1996-1997             | FC Martigues           | Division 2            | 31          | 8           | 0                     | 0                     | -                              | -                              | -                              | -       | -       | 31    | 8     |
| 1997-1998             | Olympique de Marseille | CFA                   | 8           | 0           | 0                     | 0                     | -                              | -                              | -                              | -       | -       | 8     | 0     |
| 1998-1999             | AS Cannes              | Division 2            | 26          | 6           | 0                     | 0                     | -                              | -                              | -                              | -       | -       | 26    | 6     |
| 1999-2000             | Olympique de Marseille | Division 1            | 9           | 1           | 0                     | 0                     | C1                             | 3                              | 0                              | -       | -       | 12    | 1     |
| 2000-2001             | Olympique de Marseille | Division 1            | 29          | 8           | 3                     | 1                     | -                              | -                              | -                              | 7       | 1       | 39    | 10    |
| 2001-2002             | Olympique de Marseille | Division 1            | 10          | 0           | 1                     | 0                     | -                              | -                              | -                              | 1       | 1       | 12    | 1     |
| 2002-2003             | Olympique de Marseille | Ligue 1               | 15          | 0           | 1                     | 1                     | -                              | -                              | -                              | 3       | 2       | 19    | 3     |
| Sous-total            | Sous-total             | Sous-total            | 63          | 9           | 5                     | 2                     | -                              | 3                              | 0                              | 11      | 4       | 82    | 15    |
| 2007-2008             | Valenciennes FC        | Ligue 1               | 26          | 1           | 3                     | 0                     | -                              | -                              | -                              | -       | -       | 29    | 1     |
| 2008-2009             | Valenciennes FC        | Ligue 1               | 11          | 1           | 0                     | 0                     | -                              | -                              | -                              | -       | -       | 11    | 1     |
| Sous-total            | Sous-total             | Sous-total            | 37          | 2           | 3                     | 0                     | -                              | -                              | -                              | -       | -       | 40    | 2     |
| 1999-2000             | Celta de Vigo          | La Liga               | 10          | 0           | -                     | -                     | -                              | -                              | -                              | 0       | 0       | 10    | 0     |
| Sous-total            | Sous-total             | Sous-total            | 10          | 0           | 0                     | 0                     | -                              | -                              | -                              | 0       | 0       | 10    | 0     |
| 2002-2003             | Manchester City (prêt) | Premier League        | 8           | 0           | -                     | -                     | -                              | -                              | -                              | 1       | 1       | 9     | 1     |
| 2005-2006             | Southampton FC         | Championship          | 22          | 3           | 1                     | 0                     | -                              | -                              | -                              | -       | -       | 23    | 3     |
| 2006-2007             | Southampton FC         | Championship          | 14          | 0           | 3                     | 1                     | -                              | -                              | -                              | -       | -       | 17    | 1     |
| Sous-total            | Sous-total             | Sous-total            | 36          | 3           | 4                     | 1                     | -                              | -                              | -                              | -       | -       | 40    | 4     |
| 2003-2004             | Al-Gharafa SC          | Qatar Stars League    | 23          | 8           | -                     | -                     | -                              | -                              | -                              | 3       | 0       | 26    | 8     |
| 2004-2005             | Al Kharitiyath SC      | Qatar Stars League    | 11          | 4           | -                     | -                     | -                              | -                              | -                              | -       | -       | 11    | 4     |
| Sous-total            | Sous-total             | Sous-total            | 34          | 12          | -                     | -                     | -                              | -                              | -                              | 3       | 0       | 37    | 12    |
| Total sur la carrière | Total sur la carrière  | Total sur la carrière | 246         | 40          | 16                    | 3                     | -                              | 3                              | 0                              | 20      | 5       | 285   | 48    |

#### Sélection
- 20 sélections : 5 victoires, 5 nuls, 10 défaites - 5 buts
- 1er match le 9 juillet 2000 :  Maroc -  Algérie (2-1)
- Dernier match le 20 juin 2004 :  Algérie -  Zimbabwe (1-1)

| 0     | Date | Lieu | Compétition | Résultat | Adversaire | Détail | Détail | Détail | Sél. |
| ----- | --- | --- | --- | --- | --- | --- | --- | --- | --- |
| 1er   | 26 janvier 2001 | Stade du 5-Juillet-1962, Alger, Algérie                                                                                         | Éliminatoires Coupe du monde 2002                                                                                               | V 1-0 | Namibie | 34e | c.f du pied droit | 1-0 | 3e |
| 2e    | 6 octobre 2001 | Stade de France, Saint-Denis, France                                                                                            | Match amical | P 4-1 | France | 45+1e | c.f du pied droit | 3-1 | 8e |
| 3e    | 11 octobre 2002 | Stade du 19-Mai-1956, Annaba, Algérie                                                                                           | Éliminatoires CAN 2004 | V 4-1 | Tchad | 54e | du pied droit | 2-0 | 9e |
| 4e    | 11 octobre 2002 | Stade du 19-Mai-1956, Annaba, Algérie                                                                                           | Éliminatoires CAN 2004 | V 4-1 | Tchad | 69e | du pied gauche | 3-0 | 9e |
| 5e    | 12 février 2003 | Stade du 19-Mai-1956, Annaba, Algérie                                                                                           | Match amical | P 1-3 | Belgique | 89e | du pied gauche | 1-3 | 10e |
| Total | 5 buts (3 du pied droit et 2 du pied gauche), dont 2 coups francs, en 20 sélections entre le 9 juillet 2000 et le 20 juin 2004. | 5 buts (3 du pied droit et 2 du pied gauche), dont 2 coups francs, en 20 sélections entre le 9 juillet 2000 et le 20 juin 2004. | 5 buts (3 du pied droit et 2 du pied gauche), dont 2 coups francs, en 20 sélections entre le 9 juillet 2000 et le 20 juin 2004. | 5 buts (3 du pied droit et 2 du pied gauche), dont 2 coups francs, en 20 sélections entre le 9 juillet 2000 et le 20 juin 2004. | 5 buts (3 du pied droit et 2 du pied gauche), dont 2 coups francs, en 20 sélections entre le 9 juillet 2000 et le 20 juin 2004. | 5 buts (3 du pied droit et 2 du pied gauche), dont 2 coups francs, en 20 sélections entre le 9 juillet 2000 et le 20 juin 2004. | 5 buts (3 du pied droit et 2 du pied gauche), dont 2 coups francs, en 20 sélections entre le 9 juillet 2000 et le 20 juin 2004. | 5 buts (3 du pied droit et 2 du pied gauche), dont 2 coups francs, en 20 sélections entre le 9 juillet 2000 et le 20 juin 2004. | 5 buts (3 du pied droit et 2 du pied gauche), dont 2 coups francs, en 20 sélections entre le 9 juillet 2000 et le 20 juin 2004. |

### Parcours sportif en tant qu'entraîneur
| Saison                | Club                  | Division              | Matchs | Victoires | Nuls | Défaites | % Victoires |
| --------------------- | --------------------- | --------------------- | ------ | --------- | ---- | -------- | ----------- |
| 2010-2011             | Al-Duhail SC          | D1                    | 36     | 23        | 7    | 6        | 63.89       |
| 2011-2012             | Al-Duhail SC          | D1                    | 41     | 21        | 8    | 12       | 51.22       |
| 2012                  | Al-Duhail SC          | D1                    | 7      | 2         | 1    | 4        | 28.57       |
| Sous-total            | Sous-total            | Sous-total            | 84     | 46        | 16   | 22       | 54.76       |
| 2013-2014             | Qatar B               | -                     | 4      | 4         | 0    | 0        | 100         |
| Sous-total            | Sous-total            | Sous-total            | 4      | 4         | 0    | 0        | 100         |
| 2014                  | Qatar                 | -                     | 15     | 7         | 7    | 1        | 46.67       |
| 2015                  | Qatar                 | -                     | 5      | 2         | 0    | 3        | 40          |
| Sous-total            | Sous-total            | Sous-total            | 20     | 9         | 7    | 4        | 45          |
| 2015-2016             | Al-Duhail SC          | D1                    | 42     | 21        | 7    | 14       | 50          |
| 2016-2017             | Al-Duhail SC          | D1                    | 38     | 25        | 9    | 4        | 65.79       |
| 2017-2018             | Al-Duhail SC          | D1                    | 41     | 34        | 4    | 3        | 82.93       |
| Sous-total            | Sous-total            | Sous-total            | 121    | 80        | 20   | 21       | 66.11       |
| 2018                  | Algérie               | -                     | 5      | 3         | 1    | 1        | 60          |
| 2019                  | Algérie               | -                     | 16     | 12        | 4    | 0        | 75          |
| 2020                  | Algérie               | -                     | 4      | 2         | 2    | 0        | 50          |
| 2021                  | Algérie               | -                     | 11     | 8         | 3    | 0        | 72,72       |
| 2022                  | Algérie               | -                     | 13     | 7         | 2    | 4        | 53,85       |
| 2023                  | Algérie               | -                     | 10     | 7         | 3    | 0        | 70          |
| 2024                  | Algérie               | -                     | 5      | 2         | 2    | 1        | 40          |
| Sous-total            | Sous-total            | Sous-total            | 64     | 41        | 17   | 6        | 64,07       |
| Total sur la carrière | Total sur la carrière | Total sur la carrière | 293    | 180       | 60   | 53       | 61,43       |

## Palmarès

### Palmarès en tant qu'entraîneur
| Lekhwiya / Al-Duhail - Championnat du Qatar (4) - Champion en 2011, 2012, 2017, et 2018. - Coupe du Qatar (2) - Champion en 2016, 2018. - Finaliste en 2015. - Coupe Crown Prince (1) - Champion en 2018. - Finaliste en 2016. - Coupe Sheikh Jassem (2) - Champion en 2015, 2016. - Finaliste en 2010, 2017. | Équipe du Qatar - Coupe du Golfe des nations (1) - Champion en 2014 - Championnat d'Asie de l'Ouest (1) - Champion en 2014 | Algérie - Coupe d'Afrique des nations (1) - Vainqueur en 2019 |

## Distinctions personnelles

### Distinctions en tant que joueur

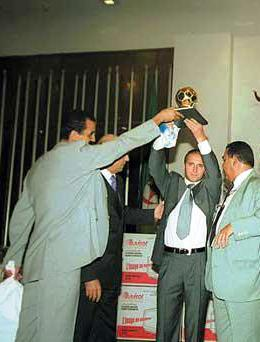
Djamel Belmadi, le premier lauréat de l’histoire du Ballon d’Or algérien lors de la cérémonie organisée par El Heddaf et le Buteur à l'hôtel El Aurassi.

- International algérien : 20 sélections, 5 buts (2000-2004).
- Ballon d'or algérien en 2001[42]
- DZFoot d'or en 2000 et 2001[43]

### Distinctions en tant qu'entraîneur
- Meilleur entraineur du Championnat du Qatar en 2018 avec Al-Duhail
- El Heddaf-Le Buteur Meilleur entraîneur en Algérie en 2018.
- Meilleur entraîneur de la Coupe d'Afrique des nations :2019
- Meilleur entraîneur africain de l'année : 2019
- Quatrième du prix The Best FIFA Football Awards en 2019
- Trophées IFFHS : Meilleur entraîneur national africain de l'année : 2021 [44]
- Trophées IFFHS : 4e place du meilleur entraîneur national au Monde de l'année 2021[45],[46].

## Style d'entraîneur
D'une personnalité très forte, l'entraîneur Belmadi est très exigeant, mettant en avant la rigueur professionnelle, le dévouement et l'engagement envers le groupe,, son schéma tactique préféré est le 4-2-3-1 offensif.

## Culture populaire
- On peut le voir dans le film Didier d'Alain Chabat, sorti en 1997
- On peut également voir un extrait de lui lors du match France-Algérie, dans le film Beur blanc rouge de Mahmoud Zemmouri, sorti en 2006.

## Décorations
- Djamel Belmadi reçoit la médaille Ahid de l'Ordre du Mérite national par le chef de l'État, Abdelkader Bensalah[50]

### Documentaires et interviews
- [vidéo] L'interview complète de Djamel Belmadi !, beIN SPORTS, 2020[51]

### Sources
- Nabil Djellit, « Djamel Belmadi : la réunion qui a tout changé », France Football,‎ 21 novembre 2019 (lire en ligne)

### Ouvrages
Cette bibliographie est indicative.
 : document utilisé comme source pour la rédaction de cet article.
- (en) Jesse Russell, Djamel Belmadi, Paperback – Import (ISBN 978-5513745433)

### Citations
1. ↑  « Les gens savent que je suis attaché à l'OM, mais je peux aussi aller voir ailleurs, même si c'est à Marseille que j'ai envie de rester. »— Djamel Belmadi[5].